# Blaesoxipha atlanis
Blaesoxipha atlanis is een vliegensoort uit de familie van de dambordvliegen (Sarcophagidae). De wetenschappelijke naam van de soort is voor het eerst geldig gepubliceerd in 1916 door Aldrich.
Deze vliegensoort is een parasitoïde van verschillende soorten sprinkhanen, waaronder Melanoplus sanguinipes, in Noord-Amerika. De wijfjes zijn larvipaar: ze leggen een of meer larven in plaats van eitjes op de sprinkhaan die ze aanvallen.